# Jon Briddell
Brian Jon Briddell (* 10. März 1966 in Dayton, Ohio) ist ein US-amerikanischer Schauspieler.

## Leben
Briddell begann seine Schauspiel-Karriere 1989 in Chicago, wo er erstmals in diversen Sketch Comedy-Shows mitwirkte. Später besuchte er mehrere Jahre das Chicago’s Theater und wurde, bevor er 1993 nach Los Angeles umzog, zu einem professionellen Darsteller ausgebildet.
1995 bekam Briddell seine erste Rolle als Einbrecher in dem Psycho-Thriller Copykill mit Sigourney Weaver in der Hauptrolle.

## Filmografie (Auswahl)
Filmauftritte
- 1995: Copykill
- 1999: Hot Wax Zombies on Wheels
- 1999: Skeedaddle
- 2000: Foehn: Killer Winds
- 2000: Falling Rue
- 2001: Trailer, The Movie
- 2002: Atomic Cocktail
- 2003: No Angels
- 2003: Samaritas
- 2003: Hatchetman
- 2004: Clipping Adam
- 2006: Seasons of Life
- 2007: 10 Bullets
- 2008: Midnight Movie
- 2010: The Line Shack
- 2011: Dead Stop
- 2011: 11/11/11 – Das Omen kehrt zurück (11/11/11)
- 2012: The Haunting of Whaley House
- 2017: Jurassic School

Fernsehauftritte
- 1998–1999: Pensacola – Flügel aus Stahl (Pensacola: Wings of Gold)
- 2000: Power Rangers Lightspeed Rescue
- 2002: The Chronicle
- 2007: What Goes On
- 2008: CSI: Miami
- 2008: Knight Rider
- 2010: Lie to Me
- 2010: 1000 Ways to Die
- 2010: Criminal Minds
- 2010: Castle